# Jaworski (herb baronowski)
Jaworski III – polski herb baronowski, nadany wraz z tytułem w Galicji.

## Opis herbu

### Opis współczesny
Opis skonstruowany współcześnie brzmi następująco:
Na tarczy w polu błękitnym półksiężyc srebrny, nad którego rogami po gwieździe złotej; między nimi strzała w słup naturalna z grotem srebrnym i upierzeniem czerwonym.
Nad tarczą francuska korona baronowska, opleciona sznurem pereł.
W klejnocie pięć piór pawich przeszytych strzałą w lewo, jak w godle.
Labry herbowe błękitne, z lewej strony herbu podbite złotem, z prawej strony srebrem.

## Geneza
Herb został nadany w Galicji, 9 listopada 1779 roku, Józefowi Jaworskiemu, synowi Andrzeja Antoniego. Podstawą nadania tytułu był patent z 1775 roku i pełniony urząd ziemski. Wraz z nim, tytuł otrzymał jego brat, Gabriel. Obaj bracia otrzymali trzy lata później tytuł hrabiego i nowy ubogacony herb; Jaworski.

## Herbowni
Herb ten był herbem własnym, toteż do jego używania uprawniony jest tylko jeden ród herbownych:
Bobronicz-Jaworski, Jaworski.